# Metamysidopsis pacifica
Metamysidopsis pacifica är en kräftdjursart som först beskrevs av John Todd Zimmer 1918.  Metamysidopsis pacifica ingår i släktet Metamysidopsis och familjen Mysidae. Inga underarter finns listade i Catalogue of Life.